# Papianila
Papianila (floruit 455) fue una aristócrata galorromana del siglo V, hija del emperador Avito. Papianila tenía dos hermanos, Agrícola y Ecdicio Avito, y posiblemente algunas hermanas. Estaba relacionada con otra Papianila, esposa del prefecto Tonancio Ferreolo.
Antes de la subida al trono de su padre en 455, se casó con Sidonio Apolinar, otro aristócrata, con quien tuvo tres o cuatro hijos, llamados Apolinar, Severiana, Roscia y Alcima. Esta última sólo es mencionada por Gregorio de Tours y no en las cartas de Sidonio, por lo que posiblemente sea otro nombre de Severiana o Roscia.
Papianila le llevó a su marido la finca Avitacum (Auvernia). Su esposo regalaba vasijas de plata de su casa a los pobres, pero ella lo criticó y él las volvió a comprar.